# Aleksej Zinov'evič Petrov
Aleksej Zinov'evič Petrov (in russo Алексе́й Зино́вьевич Петро́в?; Koshki, 28 ottobre 1910 – Kiev, 9 maggio 1972) è stato un matematico russo.
La classificazione di Petrov è legata al tensore di Weyl ed è stata pubblicata per la prima volta da lui stesso nel 1954.